# Burgstall Lanzing
Die  Burgstall Lanzing ist eine abgegangene spätmittelalterliche Höhenburg etwa 300 Meter südöstlich von Lanzing bzw. 250 m nordwestlich der Einöde Imbuchs, beides Gemeindeteile der Gemeinde Irschenberg im Landkreis Miesbach in Bayern. Die Anlage wird als Bodendenkmal unter der Aktennummer D-1-8137-0003 als „Burgstall des hohen und späten Mittelalters“ geführt.

## Beschreibung
Die in etwa viereckige Anlage hat die Ausmaße von 150 m in Südwest-Nord-Ost-Richtung und gut 100 m in Nordwest-Südost-Richtung. Die Anlage ist heute bewaldet.